# Bernd Truschinski
Bernd Truschinski (* 13. April 1949 in Dortmund; † 23. Januar 2008) war ein deutscher Ruderer. Er gewann 1974 Weltmeisterschaftsbronze im Vierer ohne Steuermann.
Truschinski startete für den Ruderclub Hansa von 1898 (Dortmund). 1971 gewann er mit dem Achter seinen ersten deutschen Meistertitel. Nachdem er 1972 Deutscher Meister im Vierer ohne Steuermann und im Vierer mit Steuermann geworden war, trat Truschinski bei den Olympischen Spielen 1972 mit dem Deutschland-Achter an, das Boot belegte vor heimischem Publikum auf der Regattastrecke Oberschleißheim den fünften Platz, nachdem es lange auf den Medaillenplätzen gelegen hatte.
1974 gewann Truschinski die deutschen Meistertitel im Vierer ohne Steuermann und im Achter. Der Vierer ohne Steuermann mit Peter van Roye, Klaus Jäger, Bernd Truschinski und Reinhard Wendemuth belegte bei den Ruder-Weltmeisterschaften 1974 auf dem Rotsee bei Luzern den dritten Platz hinter den Booten aus der DDR und aus der Sowjetunion. 1975 gewann Truschinski die deutschen Meistertitel im Vierer ohne Steuermann und im Achter. 1976 belegte er bei den Olympischen Spielen in Montreal den vierten Platz mit dem Deutschland-Achter. 1977 gewann er noch einmal den deutschen Meistertitel im Achter, es war sein vierter Titel in dieser Bootsklasse und sein achter Meistertitel überhaupt.